# Somogyjád
Somogyjád é um município da Hungria, situado no condado de Somogy. Tem 25,06 km² de área e sua população em 2019 foi estimada em 1.588 habitantes.